# Xelim austríaco
Xelim austríaco (alemão: Schilling) foi a moeda da Áustria antes da implementação do euro naquele país.

## História
O xelim foi reintroduzido após a Segunda Guerra Mundial em 30 de novembro de 1945 pelos militares aliados, que emitiram papel-moeda (datado de 1944) em denominações de 50 groschen, 1, 2, 5, 10, 20, 25, 50, 100 e 1000 xelins. A taxa de câmbio para o reichsmark era de 1:1, limitada a 150 xelins por pessoa. O Nationalbank também começou a emitir notas de xelim em 1945 e as primeiras moedas foram emitidas em 1946.
Com uma segunda lei do "xelim" em 21 de novembro de 1947, novas notas foram introduzidas. As notas anteriores podiam ser trocadas por novas notas ao par dos primeiros 150 xelins e a uma taxa de 1 novo xelim por 3 xelins antigos a partir de então. Esta reforma não afetou as moedas. A moeda se estabilizou na década de 1950, com o xelim sendo vinculado ao dólar americano a uma taxa de US$ 1 = 26 xelins. Após o colapso do sistema de Bretton Woods em 1971, o xelim foi inicialmente vinculado a um cabaz de moedas até Julho de 1976, altura em que foi acoplado ao marco alemão.
Embora o euro tenha se tornado a moeda oficial da Áustria em 1999, as moedas e notas de euro só foram introduzidas em 2002. As moedas e notas denominadas em xelins antigos foram retiradas de circulação devido à introdução do euro em 28 de fevereiro daquele ano. As notas e moedas de xelim válidas à data da introdução do euro continuarão indefinidamente a ser trocadas por euros em qualquer agência do Oesterreichische Nationalbank.